# Bahnhof Hohenems
Der Bahnhof Hohenems ist ein an der Bahnstrecke Lindau–Bludenz gelegener Durchgangsbahnhof in Hohenems.

## Geschichte
Der Bahnhof wurde 1872 von der Vorarlberger Bahn anlässlich der Inbetriebnahme der Bahnstrecke Lindau–Bludenz eröffnet. In den 1980er Jahren wurde er komplett erneuert.
Zwischen September 2012 und Juli 2016 musste der nur rund 30 Jahre alte Bahnhof erneut einem vollständigen Neubau weichen. Bahnhofsgebäude, Unterführung, Bahnsteige, Gleisanlagen, Bushaltestellen sowie Abstellplätze für PKW und Fahrräder wurden neu errichtet und die bestehende Fußgängerunterführung in eine Fahrradunterführung umgebaut.

## Ausstattung
Der Bahnhof ist mit drei barrierefreien Bahnsteigkanten mit einer Gesamtlänge von 660 Meter ausgestattet. Es stehen zwei witterungsgeschützte Wartebereiche zur Verfügung. Für den Busverkehr sind vier Halteflächen vorhanden, dazu kommen 33 Dauerparkplätze und 13 Kurzzeitparkplätze für PKW sowie 321 Fahrradabstellplätze.

## Verkehr
Der Bahnhof ist ein Knotenpunkt im Vorarlberger Regionalverkehr sowie für den Busverkehr des Rheintals. Er wird durch Züge der S-Bahn Vorarlberg und durch Regional-Express-Züge der ÖBB sowie durch den Landbus Unterland bedient. Außerdem wird über eine Busverbindung des Schweizer Regionalverkehrs ein Anschluss an das Schweizer Bahnnetz (Bahnhof Heerbrugg) gewährleistet.
Bis Dezember 2016 hielten an diesem Bahnhof auch einzelne Railjet-Züge und das Zugpaar IC 118/119. Inzwischen halten im Fernverkehr nur noch der Nightjet Wien – Bregenz der ICE 118 und die Westbahn.
| Zuggattung/Linie | Verlauf | Takt                                                    |
| ---------------- | --- | ------------------------------------------------------- |
| ICE 32           | (Dortmund → Hagen → Wuppertal → Solingen) / (Münster ← Recklinghausen ← Wanne-Eickel ← Gelsenkirchen ← Duisburg ← Düsseldorf) – Köln Messe/Deutz – Siegburg/Bonn – Montabaur – Wiesbaden – Mainz – Mannheim – Heidelberg – Stuttgart – Ulm – Biberach – Ravensburg – Friedrichshafen – Lindau-Reutin – Bregenz – (Riedenburg ←) Dornbirn – (Hohenems ← Rankweil ←) Feldkirch – Bludenz – Langen – St. Anton – Landeck-Zams – Ötztal – Innsbruck | Ein Zugpaar (ICE 118/119) täglich                       |
| ÖBB Nightjet     | Wien – Wien Meidling – St. Pölten – Amstetten – (St. Valentin –) Linz – Wels – Attnang-Puchheim – Vöcklabruck – Salzburg – Innsbruck – Ötztal – Imst-Pitztal – Landeck-Zams – St. Anton am Arlberg – Langen am Arlberg – Bludenz – Feldkirch – Rankweil – Götzis – Hohenems – Dornbirn – Bregenz | Ein Zugpaar täglich                                     |
| Westbahn         | Wien Westbahnhof – Wien Hütteldorf – St. Pölten – Amstetten – Linz – Wels – Attnang-Puchheim – Vöcklabruck – Salzburg – Kufstein – Wörgl – Jenbach – Innsbruck Hauptbahnhof – Innsbruck Westbahnhof – Imst-Pitztal – Landeck-Zams – St. Anton am Arlberg – Bludenz – Frastanz – Feldkirch – Rankweil – Götzis – Altach – Hohenems – Dornbirn – Riedenburg – Bregenz (– Lindau-Reutin – Lindau-Insel)                                            | Zwei Zugpaare täglich                                   |
| REX 1            | Lindau-Insel – Lindau-Reutin – Lochau-Hörbranz – Bregenz Hafen – Bregenz – Riedenburg – Dornbirn – Hohenems – Götzis – Rankweil – Feldkirch – Frastanz – Nenzing – Bludenz | 30 Minuten (außer bei Überschneidung mit einem Railjet) |
| S 1 R 1          | (Lindau-Insel – Lindau-Reutin – Lochau-Hörbranz –) Bregenz Hafen – Bregenz – Riedenburg – Lauterach – Wolfurt – Schwarzach – Haselstauden – Dornbirn – Dornbirn-Schoren – Hatlerdorf – Hohenems – Altach – Götzis – Klaus in Vorarlberg – Sulz-Röthis – Rankweil – Feldkirch Amberg – Feldkirch – Frastanz – Schlins-Beschling – Nenzing – Ludesch – Nüziders – Bludenz                                                                         | 30 Minuten (an Wochenendnächten 60 Minuten)             |
| R 5              | St. Margrethen – Lustenau – Lauterach – Wolfurt – Schwarzach – Haselstauden – Dornbirn (– Dornbirn-Schoren – Hohenems – Götzis – Klaus in Vorarlberg – Rankweil – Feldkirch) | einzelne Zugpaare                                       |

Stand: Dezember 2024

## Galerie

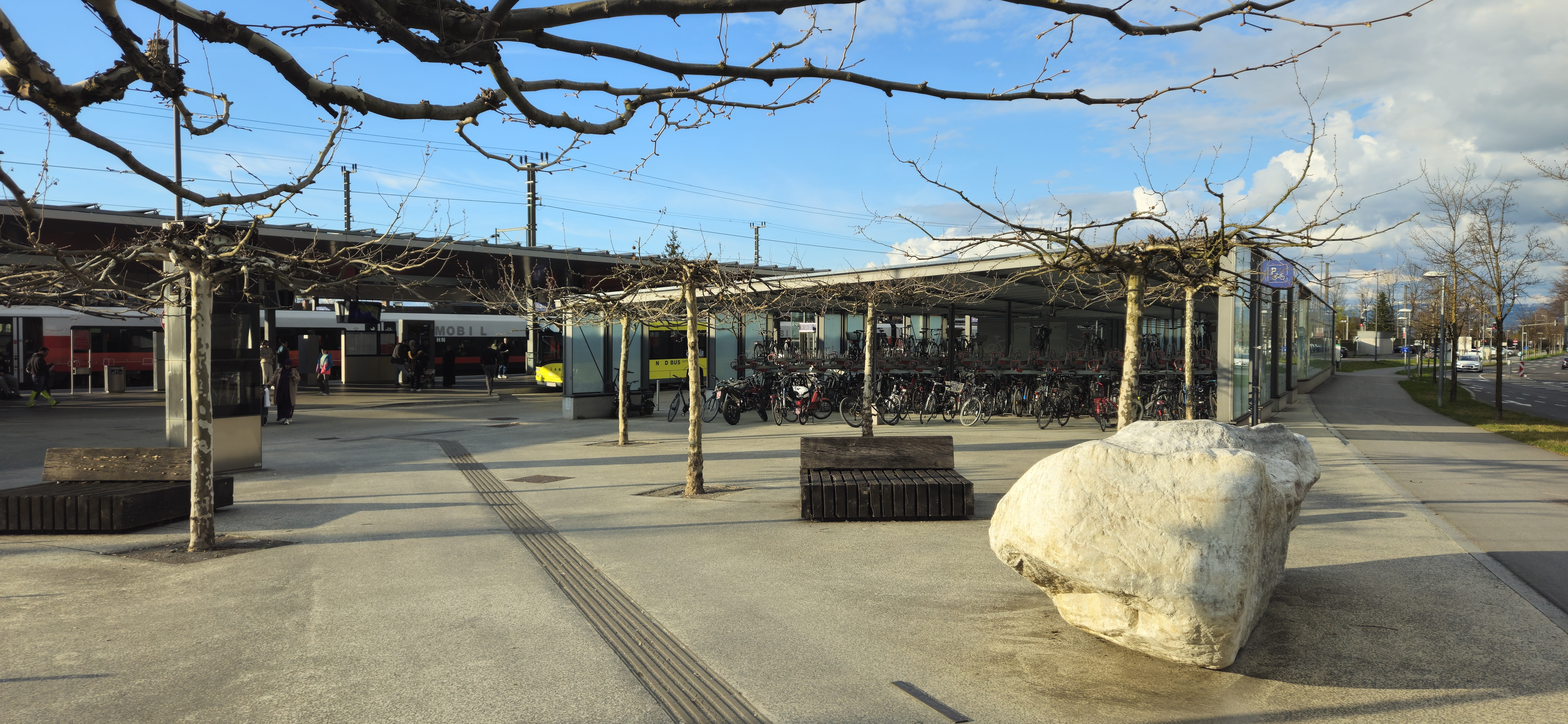
Vorplatz mit Fahrradabstellanlagen (rechts im Bild)
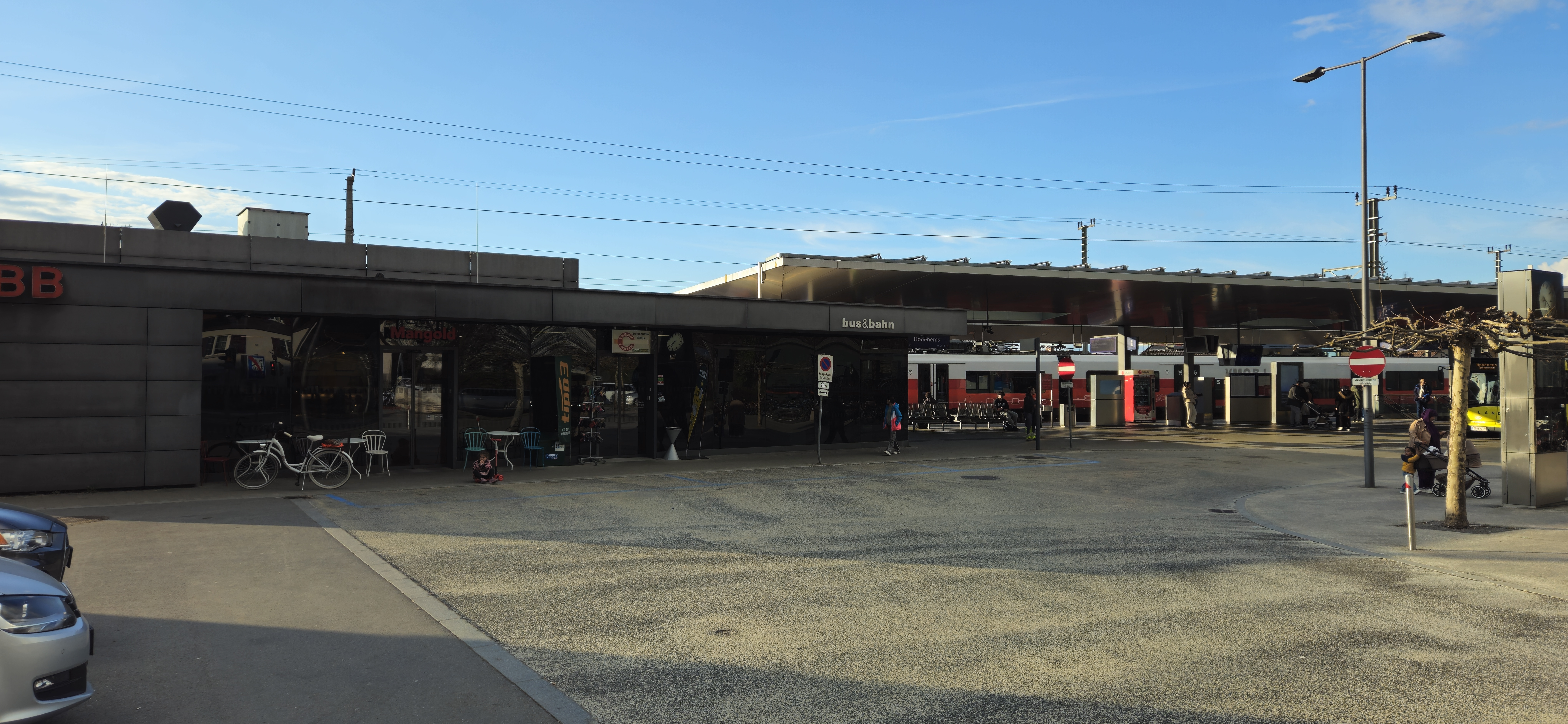
Aufnahmegebäude mit Bäckerei, Trafik und Ticketverkauf
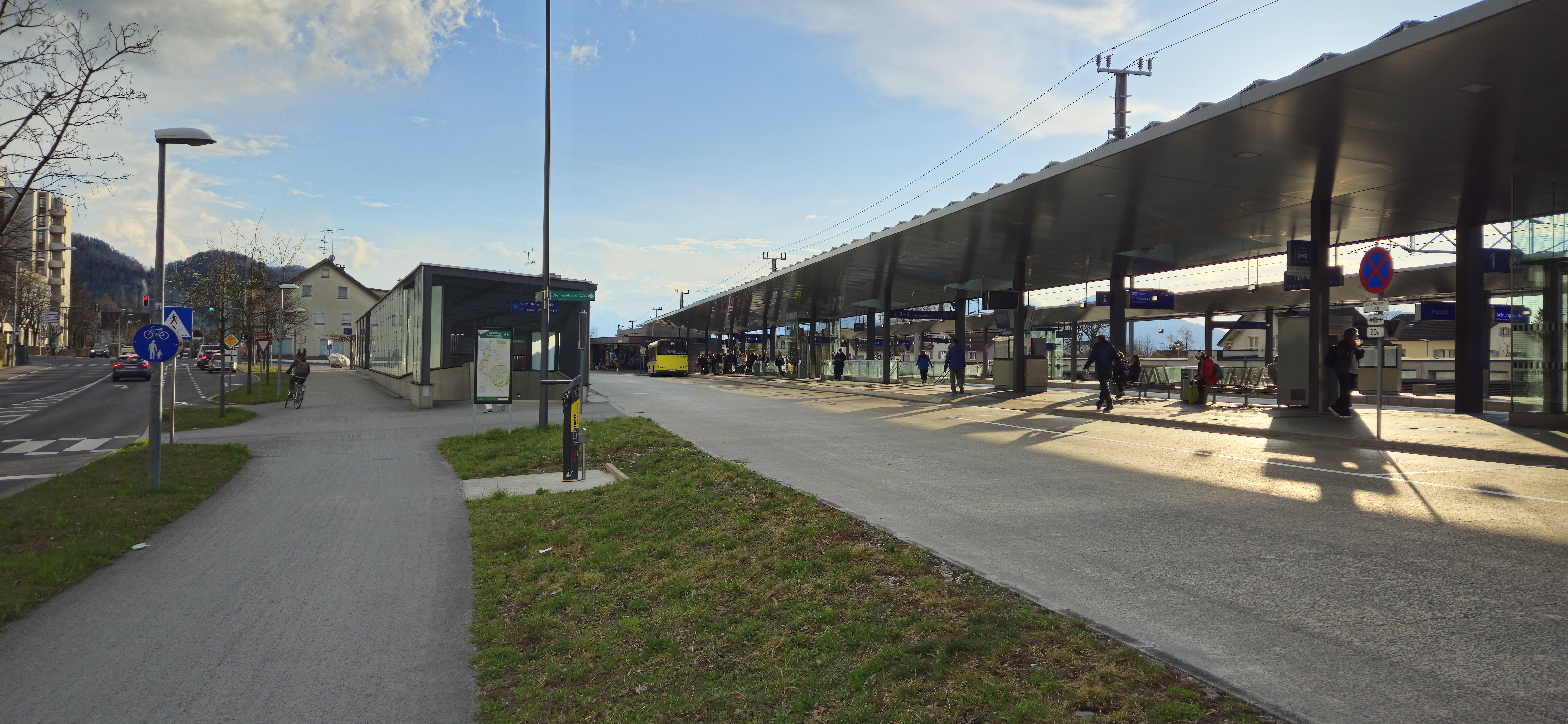
Hausbahnsteig mit Busterminal (rechts) und Radweg mit Radunterführung (links)